# Halimat Ismaila
Halimat Oyinoza Ismaila, nigerijska atletinja, * 3. julij 1984, Ilorin, Nigerija.
Nastopila je na olimpijskih igrah v letih 2004 in 2008, ko je osvojila srebrno medaljo v štafeti 4×100 m in izpadla v prvem krogu teka na 100 m.